# Urkunden des Mittelalters und der Frühen Neuzeit
Die Urkunden des Mittelalters und der Frühen Neuzeit sind bis zur Entstehung von umfassenden schriftlichen Dokumentationen der Verwaltung (Akten) in der ersten Hälfte des 15. Jahrhunderts für die Geschichtswissenschaft zentrale Quellen. Die Spezialwissenschaft, angesiedelt unter den historischen Hilfswissenschaften, die sich mit diesen und anderen Urkunden beschäftigt, ist die Diplomatik. Die Urkunden liefern Informationen über politische Aktivitäten, über das Recht, über die Verfassung oder das Wirtschaftsleben. Im Lauf der Jahrhunderte sind viele Urkunden verloren gegangen, so dass die wenigen im Original überlieferten Dokumente besonders gründlich untersucht und interpretiert sowie in der Textgattung des Urkundenbuchs wissenschaftlich publiziert werden.
In der Geschichtswissenschaft versteht man unter einer Urkunde aus diesem Zeitraum, also ungefähr aus der Zeit vom 3./4. Jahrhundert bis in das 18. Jahrhundert hinein eine nach Zeit und Person wechselnde Form schriftlicher Aufzeichnung, die Zeugnis über Vorgänge rechtlicher Natur bietet (Definition in Anlehnung an Harry Bresslau, Handbuch der Urkundenlehre).

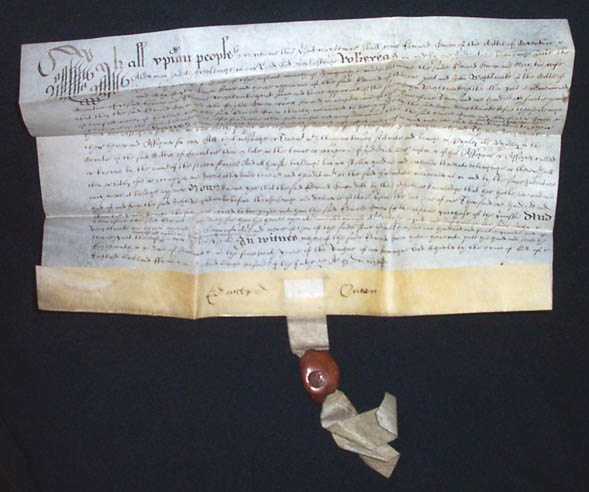
Urkunde mit Siegel von 1638

## Beurkundungsvorgang
Im Zusammenhang mit jeder Urkunde stehen folgende Personen(kreise):
- der Aussteller, der nicht mit dem Urheber des Textes identisch sein muss;
- der Urheber/Verfasser (Diktator) und der Schreiber (Notar);
- der Empfänger, der nicht mit dem Adressaten und dem von der Urkunde Begünstigten identisch sein muss.

Es ist davon auszugehen, dass ein Großteil der Urkunden nur auf Betreiben der Empfänger ausgestellt worden ist. Dieser Petent wandte sich – häufig mit Unterstützung einer dem Aussteller nahestehenden Person (Intervenient) – an den Urkundenaussteller (Herrscher, Stadt, Gericht, Adeliger), der über den Rechtssachverhalt beriet und bestimmte zuständige Personen in seinem Umkreis mit der Ausfertigung der Urkunde beauftragte. Diese Beurkundungsstelle nennt man Kanzlei; die Ähnlichkeit der Merkmale aller in einem bestimmten Zeitraum aus derselben Kanzlei hervorgegangenen Urkunden nennt man Kanzleimäßigkeit. Der Text einer Urkunde heißt Diktat (von lat. dictare = konzipieren), der Verfasser wird daher Diktator genannt. Der Diktator muss nicht mit dem Schreiber identisch sein.
Auf der Rückseite der Blätter hielten die Schreiber oft die Namen von Aussteller und Zeugen fest. Dies wird als Vorakt bezeichnet. Unterschiede zwischen Vorakt und Reinschrift lassen vermuten, dass vor dem Rechtsakt ein Diktat des Ausstellers erfolgte, das eine Gedächtnisstütze für den Schreiber darstellte. In einzelnen Fällen wurde die Reinschrift sogar von einem anderen Schreiber ausgeführt.
Da Urkunden Rechtsdokumente über Vorgänge sind, die in aller Regel der Beurkundung vorausgingen, wurden die Dokumente in der Vergangenheitsform verfasst.

## Überlieferungsformen
Die Ausfertigung einer Urkunde, die auf Anordnung oder mit Genehmigung des Ausstellers dem Empfänger ausgehändigt wurde, nennt man das Original (= Autograph, in der älteren Rechtslehre auch: Authenticum). Den Entwurf des Textes einer Urkunde bezeichnet man als Konzept. Andere handschriftliche Texte von Urkunden, die im Sinne dieser Definition nicht als Originale oder Konzepte angesehen werden können, werden als Abschriften bezeichnet und in ihrem Wert abgestuft. (Ob beglaubigte Abschriften als Original gelten können, ist umstritten. Gewöhnlich bezeichnet man sie als sekundäre Stücke.)
Originalurkunden werden nicht nur nach der Schrift von späteren oder zeitnahen Abschriften unterschieden, sondern auch durch äußere Merkmale. Wurde zum Beispiel das Schreibgerät gewechselt oder eine andere Tinte verwendet, so konnte dies darauf hindeuten, dass die Urkunde nicht in einem einzigen Arbeitsschritt hergestellt worden war, sondern in mehreren. Rechtsakte konnten in zwei Teile zerfallen. Im Kloster Sankt Gallen hatte etwa in der 884 erstellten Urkunde ChSG 675 der Mönch Hartmann den Text bis zur dort erwähnten Zeugenliste geschrieben. Der für die Rechtswirksamkeit wichtigste Teil, nämlich das öffentliche Aufheben (levare) des Pergaments vor einer Menschenmenge und die Bestätigung des Inhalts durch die Handzeichen der Zeugen wurde von einem zweiten Schreiber mit einer anderen Feder ergänzt.
Eine Urkunde des Mittelalters und der Frühen Neuzeit kann als Original, als Konzept (dann eventuell mit für die Forschung wichtigen Korrekturen, Streichungen etc. versehen), als Kopie bzw. Abschrift oder als Registereintragung (zum Beispiel in Kopialbüchern, Cartularien, Traditionsbüchern) oder im größten Glücksfall in allen diesen Formen überliefert sein.
Nicht erhaltene Urkunden, deren Inhalt aus anderen Quellen (Geschichtswerken oder später ausgestellten Urkunden) bekannt ist, werden als Deperdita bezeichnet.

## Urkundenarten
Man kann grob folgende Urkunden aus der Zeit des Mittelalters und der Frühen Neuzeit (wobei die Grenzen fließend sind) unterscheiden:
1. öffentliche Urkunden, die von einer souveränen Autorität ausgestellt wurden:
- Papsturkunden[2]
- Kaiser- bzw. Königsurkunden
- weitere Herrscherurkunden (z. B. von Territorialfürsten)

2. Privaturkunden, d. h. Urkunden von nicht-souveränen Gewalten,
z. B.:
- Klosterurkunden
- Urkunden von Adligen ohne eigene Herrschaftsrechte
- Urkunden von Städten

Nach dem rechtlichen Gehalt der Urkunden können folgende Varianten unterschieden werden:
1. Geschäftsurkunden / dispositive Urkunden:
- Charta
  - Charta partita (auch Kerbzettel, Zerter und Kerbschnittbrief genannt)

2. Beweisurkunden / deklatorische Urkunden:
- Notitia
- Mandate
- Diplome / Privilegien

Urkunden können alle möglichen Gegenstände mittelalterlichen und frühneuzeitlichen Rechtslebens enthalten. Wichtige Urkundenarten sind: Lehnsurkunden, Schenkungsurkunden, Stiftungsurkunden, Kaufverträge, Immunitätsverleihungen, Stadtrechtsverleihungen etc. Zwar hatten mündliche Übereinkünfte im frühen Mittelalter einen höheren Stellenwert als heute, doch die schriftliche Niederlegung wurde zunehmend für nötig gehalten. Zur Orientierung für die Schreiber gab es Mustertexte zu beinahe allen Beurkundungsanlässen kirchlicher und auch weltlicher Art.

## Glaubwürdigkeit/Beglaubigungsmittel
Im frühen Mittelalter wurde eine Urkunde nicht durch die Beurkundung bei einer Behörde wirksam, sondern man brauchte Zeugen. Man geht davon aus, dass diese an dem Ort persönlich anwesend sein mussten, an dem die Urkunde ausgestellt wurde. Die Zahl der Zeugen war unterschiedlich. In Alemannien waren mindestens sieben gefordert. Ihre Namen wurden oft schon vor der eigentlichen Ausstellung aufgezeichnet. Dadurch wurden sie Garanten für den öffentlichen Charakter des Vorgangs. In Bayern wurden Zeugen noch lange an den Ohren gezogen, damit sie das Gehörte und Gesehene im Gedächtnis behielten. Doch mit dem langsamen Verschwinden der Zeugen ging das rechtliche Gewicht als Beweismittel auf die Urkunde selbst über. Zeugen waren aber immer ein Teil des Rituals, das an der Schnittstelle zwischen Mündlichkeit und Schriftlichkeit stattfand. In bestimmten Gegenden finden sich häufig dieselben Zeugengruppen, an deren erster Stelle immer wieder derselbe Name steht. Diese Vertrauensposition erhielt man durch Amtstitel wie Propst, enge verwandtschaftliche Beziehung zu den Ausstellenden oder besonders häufiges Auftreten als Zeuge. Frauen finden sich hier sehr selten. Noch seltener war das eigenhändige Unterschreiben der Urkunde. Im Urkundenbestand des Klosters St. Gallen ist nur ein Vorgang belegt, bei dem der Urkundenschreiber dem Zeugen das eigenhändige Unterschreiben erlaubte: Die Urkunde ChSG 60 unterschrieb der Zeuge Adalungus, dessen Schrift eine professionelle Ausbildung nahelegt. Er stand wohl dem Aussteller der Urkunde, dem Grafen Ruadbert, nahe, der im August 773 in Überlingen Besitz an das Kloster St. Gallen übertrug.
Bei Auseinandersetzungen bat man die Zeugen, bei einem Königsboten unter Eid auszusagen. Hiervon haben sich im Kloster St. Gallen meist undatierte Listen erhalten.
Seit dem 12. Jahrhundert erhielten Urkunden in Mitteleuropa durch das Siegel Glaubwürdigkeit. In Südeuropa war dagegen die Unterschrift eines öffentlichen Notars das vorrangige Beglaubigungsmittel. Die eigenhändige Unterschrift ist in Urkunden der Päpste, in Urkunden der merowingischen Könige und in Herrscherurkunden seit dem 15. Jahrhundert ein übliches Beglaubigungsmittel.
Aus dem Mittelalter ist eine hohe Zahl an Urkundenfälschungen überliefert, die aber häufig zu großen Teilen auf gültigen Urkunden beruhen. Die Diplomatik widmet sich besonders der Identifizierung von Urkundenfälschungen und den in ihnen enthaltenen echten und unechten Textbestandteilen (sog. discrimen veri ac falsi). Urkundenkritik ist aber auch schon im Mittelalter betrieben worden.

## Urkundenformeln
Zur Sicherung der Glaubwürdigkeit waren Urkunden – vor allem im Mittelalter – auch an feste Formen (Urkundenformeln) gebunden (aus ahd. urkundī, eigentlich ‚Bezeugung, Erkenntnis, Anzeichen‘).
Eine Kaiserurkunde hatte in etwa folgenden Aufbau:
I. (Eingangs-)Protokoll:
1. Invocatio (Anrufung Gottes als Zeichen (Chrismon) oder als Text, z. B. „In nomine sanctae et individuae trinitatis…“)
2. Intitulatio (meist mit Devotionsformel; Nennung des Ausstellers, z. B. „Cvnradus dei gracia romanorum rex secvndus“)
3. Inscriptio (Nennung des Empfängers, oft mit Grußformel; Kommt nur in Briefen und Papsturkunden vor)

II. Kontext (= Kern der Urkunde; bringt also den eigentlichen Inhalt)
1. Arenga (rhetorisch gehaltene Begründung des folgenden Haupttextes)
2. Promulgatio (Willenserklärung an den Empfänger; etwa: „notum sit…“), auch als Publicatio oder Notificatio bezeichnet
3. Narratio (Erzählung des Tatbestandes, der Rechtsgrundlage für die beurkundeten Vorgänge)
4. Dispositio (eigentlicher Rechtsakt)
5. Sanctio oder Poenformel (Strafandrohung bei Übertretung der dispositio, häufig hohe Geldstrafe)
6. Corroboratio (Beglaubigung, Siegelankündigung oder -befehl, Zeugenliste oder -reihe)

III. Eschatokoll oder Schlussprotokoll
1. Subscriptio mit Signumzeile (Unterschriften, (Herrscher-)Monogramm, Scriptumformel). Dazu gehört auch die Rekognitionszeile (Rekognitionszeichen) des Kanzlers in Vertretung des Erzkanzlers (bei Urkunden für deutsche Empfänger der Reichserzkanzler, der Erzbischof von Mainz; in Italien der Erzkanzler für Italien, der Erzbischof von Köln; für den burgundischen Reichsteil der Erzbischof von Trier).
In den päpstlichen Privilegien finden sich dort die Unterschriften des Papstes und der Kardinäle, eingerahmt von Bene valete und der so genannten Rota mit der Devise des betreffenden Papstes.
2. Datierung nach Jahreszahl, Indiktion, Herrscherjahren und anderen spezifischen Kanzleibräuchen, mit Ortsangabe und Tagesdatum
3. Apprecatio (abschließender Segenswunsch)

Im frühen Mittelalter war das Kreuzzeichen das in Urkunden am häufigsten verwendete Symbol. Es stand sowohl am Textanfang als auch vor den Namen der anwesenden Zeugen, was an dieser Stelle als Beglaubigung zu verstehen war.

## Faltung
Für den Transport ins Archiv wurden Urkunden entweder gerollt oder gefaltet. Aus dem Frühmittelalter findet sich südlich der Alpen meist der Rotulus. Er erinnert an die antiken Schriftrollen aus Papyrus. Dagegen sind aus den Gebieten nördlich der Alpen vor allem mehrfach gefaltete Pergamentblätter vorhanden. Mit dem Text auf der Fleischseite des Pergaments wurde die Urkunde nach innen gefaltet. Bei Herrscherurkunden kam das Wachssiegel hinzu, dessen Schutzfunktion durch mehrere Lagen von Pergament deutlich verbessert wurde. Mit jeder Falte wurde der Platzbedarf der Urkunde geringer, was sowohl beim Transport als auch im Archiv von Vorteil war.
Das Breitformat der Urkunden aus dem Kloster St. Gallen verlangte eine besondere Handhabung. Das Päckchen sollte nicht zu unförmig werden. Deshalb falteten die Schreiber fast immer zuerst in der Waagrechten, meist von links und rechts her bis in die Mitte. Erst dann kam die Faltung in der Senkrechten, am Ende noch ein Band zur Fixierung.

## Editionen
Die Urkunden der deutschen Könige und Kaiser werden im Rahmen der Monumenta Germaniae Historica (MGH) seit dem 19. Jahrhundert in der Diplomata-Reihe (abgekürzt als MGH-DD) herausgegeben.